# Мелунгце
Мелунгце, или Менлунгце (кит. упр. 门隆则峰, пиньинь Ménlóngzé Fēng, палл. Мэньлунцзэ Фэн; или кит. упр. 乔格茹峰, пиньинь Qiáogérú Fēng, палл. Цяогэжу Фэн; тиб. Jobo Garu) — гора в уезде Тингри городского округа Шигадзе Тибетского автономного района Китайской Народной Республики, недалеко от китайско-непальской границы, а по другим данным, часть горы вовсе находится на территории Федеративной Демократической Республики Непал. Является частью горной системы Гималаи.
Абсолютная высота — 7181 метр, относительная высота, по разным оценкам, от 1551 до 1570 метров. В 1,16 километрах к западу от вершины располагается пик Мелунгце II, абсолютная высота которого составляет 7022 метров, а относительная — лишь 222 метра. В 20,94 километрах к северо-востоку также располагается гора Нангпаи-Госум, высотой 7350 метров, однако и её относительная высота мала — всего 426 метров.
До недавнего времени, гора была закрыта для восхождения. Первую попытку в 1982 году незаконно совершил Билл Денз, попытавшись подняться с юго-восточной, непальской стороны, однако вернулся обратно, так и не поднявшись на значительную высоту. В 1987—1988 годах сэр Кристиан Джон Стори Бонингтон получил разрешение от китайского правительства, став первым иностранцем, сделавшим это, и руководил двумя британскими экспедициями, вторая из которых оказалась успешной, и он, вместе с Энди Фэншоу и Аланом Хинксом, к 25 мая добрался до пика Мелунгце II. До вершины самой горы оставалось менее двух километров пути.